# 青森県立五所川原工科高等学校
青森県立五所川原工科高等学校（あおもりけんりつ ごしょがわらこうかこうとうがっこう）とは、青森県五所川原市に所在する公立の総合高等学校。

## 沿革
- 2017年（平成29年）7月20日 - 青森県立高等学校教育改革推進計画第1期実施計画により、五所川原工業高等学校、鶴田高等学校、板柳高等学校、金木高等学校生徒募集を令和3年度に停止し令和4年度で閉校した。令和3年度に五所川原工業高校の校舎を利用し西北地区の統合校を開設することを決定した[2]。
- 2020年（令和2年）10月17日 - 吉幾三が作詞・作曲した五所川原工科高校校歌が贈られた[3]。
- 2021年（令和3年）
  - 3月 - 第一回入学候補者選抜試験を「五所川原工業高校」で実施。合格者発表。募集定員は、普通科70名、機械科35名、電子機械科・35名、電気科・35名。
  - 4月1日 - 開校。
  - 4月7日 - 開校式並びに、第一回入学式挙行[4]。

## 設置学科
- 全日制課程
  - 普通科
  - 機械科
  - 電子機械科
  - 電気科

### 運動部[5]
- 硬式野球部
- 陸上競技部
- テニス部
- サッカー部
- 少林寺拳法部
- 卓球部
- バスケットボール部
- バレーボール部
- ウェイトリフティング部
- 弓道部
- バドミントン部
- ボクシング部

### 文化部[5]
- 美術部
- 写真部
- 吹奏楽部

### 同好会[5]
- インターアクト同好会
- メカトロ同好会
- マンガ・イラスト同好会
- 機械同好会
- 電子機械同好会
- 電気同好会
- ICT同好会
- 探究同好会

## 局・団
- 放送局
- 応援団

## 所在地
- 五所川原市大字湊字船越192

## アクセス
- JR五能線五所川原駅・津軽鉄道津軽五所川原駅から、
  - 徒歩約2km・約30分。
  - 下述の弘南バスに乗車し、「五所川原営業所」停留所（起終点系統）・「五所川原営業所前」（青森線など路線途中系統）停留所下車。
- 弘南バス
  - 五所川原営業所（五所川原営業所前）停留所下車後、目の前。
  - 五所川原弘前線「湊」バス停から、徒歩数分。
    - 弘南バス五所川原営業所は、国道101号を挟んで隣接している。